# Palazzo Donati (già Albergoni, Vimercati)
Il palazzo Donati De’ Conti, già Albergoni, Vimercati, è una dimora storica privata di Crema.

## Storia
Di questa dimora non sono note le circostanze per cui è sorta ma la storia documentata a partire dal XVII secolo è caratterizzata da frequenti passaggi di proprietà.
Di fatto la prima informazione nota è piuttosto tarda e risale al 1663 quando vi risultava residente il dottor Mario Albergoni, discendente di una famiglia nobilitata nel 1519. Alla sua morte l'immobile passò al fratello, il canonico Camillo e da questi a Cristoforo Zurla che sposò una erede Albergoni aggiungendo il cognome della moglie e dando vita al ramo Zurla Albergoni.
Il figlio di Cristoforo, Marc'Antonio Maria, morì senza figli nel 1757 per cui la dimora fu ereditata dalla seconda moglie, Isabella Vimercati Sansaverino. Morta Isabella nel 1774, l’edificio passò al fratello Ferdinando il quale, l'anno successivo, vendette l'immobile ad Antonio Bislieri. Lo detenne per pochissimi anni vendendolo nel 1781 a Giuseppe Vimercati; pure lui ne fu proprietario solo per un breve periodo: nel 1788 lo cedette a Bartolomeo Bettinzoli.
Dal 1868 si alternarono vari proprietari che adibirono lo stabile sia ad abitazione sia ad uffici fino a pervenire, nel XX secolo ai Donati De' Conti.

## Caratteristiche

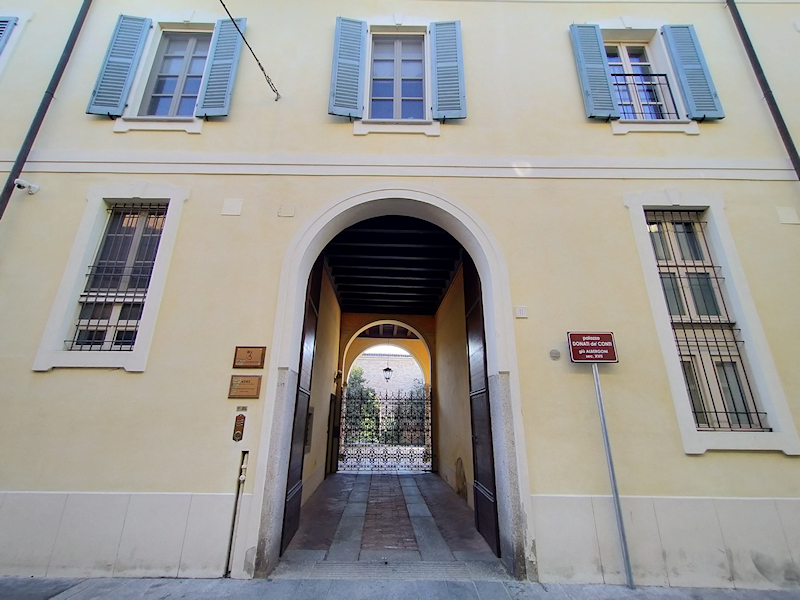
La fronte verso via Vimercati.

L'edificio è composto da più corpi. Quello che si affaccia su via Vimercati è molto lineare, disposto su due livelli con doppia cornice marcapiano ed aperture con semplici cornici. 
L'androne ha la pavimentazione in mattonelle in cotto con trottatoie e soffitto in legno; lungo la parete destra è, curiosamente, murata una macina da mulino; l’ingresso introduce ad un portico a tre fornici con archi a tutto sesto e colonne di ordine ionico che poggiano su plinti in pietra. Sulla cornice marcapiano si appoggiano tre finestre .

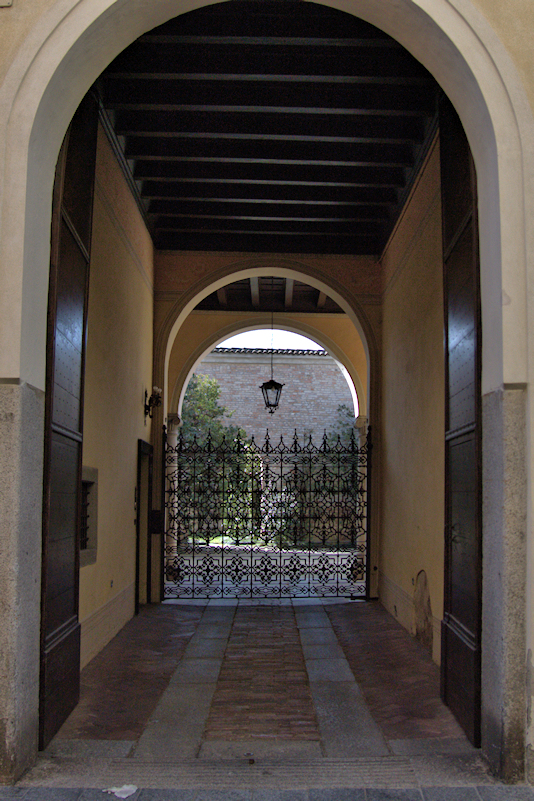
L'androne.

L'ala orientale è quella che contiene lo scalone che sale al piano superiore con tre rampe ed è illuminato da una finestra elissoidale sulla volta. Presenta un apparato decorativo ottocentesco con strumenti musicali, grottesche, animali veri e di fantasia, vegetali.
Oltre il cortile un’apertura conduce ad un giardino incastonato tra edifici circostanti.